# حسين باشا الجليلي
حسين باشا الجليلي (1107 - 1171 هـ / 1695 - 1758 م) هو أشهر ولاة الموصل في فترة الحكم الجليلي.

## ترجمته
هو حسين باشا بن إسماعيل باشا الجليلي الموصلي، ولد في الموصل، ونشأ فيها، وفي سنة 1132 هـ سافر إلى مكة وأدى فريضة الحج، وفي سنة 1143 هـ أصبح وإلى الموصل - وكانت رتبته بكلربكي.
تقلد ولاية الموصل ثماني مرات، وفي الرابعة منها سنة 1147 هـ قدم الوزير عبد الله باشا الكوپرلي لغزو العجم، فقدم له حسين باشا الجليلي الدعم والمساعدة، ورأى منه الوزير دهاء وتدبيرا، فرفع أمره إلى الدولة، فأنعم عليه السلطان برتبة الوزارة وارسل اليه المنشور مع الخلعة.
يُذكر الجليلي أيضا لتصديه لغزو نادر شاه سنة 1156 هـ وغزو طهماسب الثاني. ولي حلب سنة 1170 هـ وله مع والي بغداد التركي أحمد باشا (توفي سنة 1160 هـ) وقائع. ثم عاد إلى مسقط رأسه بلدة الموصل وتوفي بها يوم الثلاثاء 19 ذي القعدة سنة 1171 هـ (25 تموز 1758 م).

## أعماله العمرانية
- عمر الرواقات التي أمام باب مصلى النبي جرجيس، وجدد القباب ورمم الحضرة وزوقها وكان هذا سنة 1142 هـ.
- إعادة اعمار وتنظيف الجامع الكبير سنة 1150 هـ.
- رمم سور الموصل وقلاعه وعمق الخندق المحيط به، وكان ذلك سنة 1156 هـ.
- جدد عمارة القلعة الداخلية «ايج قلعة» وحصنها؛ ورمم سورها وحفر خندقها، وكان هذه سنة 1157 هـ.
- أضاف مصلى الشافعية إلى مصلى النبي جرجيس، وكان طريقا فاتخذه مصلى وأضافه إلى المسجد سنة 1169 هـ.
- في سنة 1169 هـ باشر بعمارة جامع الباشا ولكنه توفي قبل أن يكمل عمارته فأكمله ابنه الغازي محمد أمين باشا وفي سنة 1171 هـ ودفن في تربته التي أعدها في جامعه.